# Raymond Setlakwe
Pour les articles homonymes, voir Setlakwe.
Joseph Carl Raymond Setlakwe, né le 3 juillet 1928 à Thetford Mines (Québec) et mort le 14 octobre 2021 dans la même ville,, est un avocat, entrepreneur et un homme politique canadien.

## Biographie
D'ascendance arménienne, Setlakwe est diplômé des universités Bishop's, Laval et McGill. Il parle quatre langues : le français, l'anglais, l'arabe et l'espagnol.
Il consacre sa vie professionnelle à diriger la maison A. Setlakwe, l'un des plus anciens détaillants du Canada. L'entreprise se spécialise dans le vêtement pour hommes, femmes et enfants depuis 1904.
Membre de l'Association du Barreau canadien et du Barreau du Québec, Setlakwe est investi de l'Ordre du Canada le 16 avril 1997 par le gouverneur général Roméo LeBlanc.
Il est nommé au Sénat du Canada par le premier ministre Jean Chrétien en 2000. Il siège en tant que sénateur libéral de la division sénatoriale des Laurentides à compter du 20 juin 2000 jusqu'au 3 juillet 2003, jour où il doit prendre sa retraite obligatoire, ayant atteint l'âge de 75 ans.
Il épouse Yvette Bourque en 1951 ; le couple aura quatre enfants.
Il meurt le 14 octobre 2021 à l'Hôpital de Thetford Mines.
Il est l'oncle de la femme politique Michelle Setlakwe.

## Prix et reconnaissance
- 1997 : Membre de l'Ordre du Canada[11].
- 2002 : Médaille du jubilé d'or de la Reine Élisabeth II[12].
- 2012 : Médaille du jubilé de diamant de la Reine Élisabeth II[13].
- 2016 : Médaille du Lieutenant-gouverneur du Québec pour mérite exceptionnel[14].